# Гаёвое (Александрийский район)
Гаёвое (укр. Гайове) — посёлок в Новопражской поселковой общине Александрийского района Кировоградской области Украины.
Население по переписи 2001 года составляло 390 человек. Почтовый индекс — 28044. Телефонный код — 5235. Код КОАТУУ — 3520387302.